# Armenia en los Juegos Olímpicos de Pyeongchang 2018
Armenia estuvo representada en los Juegos Olímpicos de Pyeongchang 2018 por 3 deportistas que compitieron en 2 deportes. Responsable del equipo olímpico fue el Comité Olímpico Nacional de Armenia, así como las federaciones deportivas nacionales de cada deporte con participación.
El portador de la bandera en la ceremonia de apertura fue el esquiador de fondo Mikayel Mikayelian. El equipo olímpico armenio no obtuvo ninguna medalla en estos Juegos.